# Tahesia Harrigan-Scott
Tahesia Harrigan-Scott (ur. 15 lutego 1982) – lekkoatletka pochodząca z Brytyjskich Wysp Dziewiczych, specjalizująca się w biegach sprinterskich. Uczestniczka igrzysk olimpijskich w Pekinie w 2008 roku (odpadła w ćwierćfinale biegu na 100 metrów), na których pełniła funkcję chorążego narodowej reprezentacji.

## Osiągnięcia medalowe
- 2006 – Cartagena de Indias – igrzyska Ameryki Środkowej i Karaibów – złoty medal w biegu na 100 m
- 2008 – Walencja – halowe mistrzostwa świata – brązowy medal w biegu na 60 m
- 2010 – Mayagüez – igrzyska Ameryki Środkowej i Karaibów – złoty medal w biegu na 100 m

## Rekordy życiowe
- bieg na 100 metrów – 11,13 – El Paso 15/04/2006 i Fayetteville 14/05/2006 rekord Brytyjskich Wysp Dziewiczych / 10,89w Clermont 04/06/2011
- bieg na 200 metrów – 22,98 – Donnas 15/07/2007 rekord Brytyjskich Wysp Dziewiczych
- bieg na 50 metrów (hala) – 6,25 – Nowy Jork 28/01/2012 rekord Brytyjskich Wysp Dziewiczych
- bieg na 60 metrów (hala) – 7,09 – Walencja 07/03/2008 rekord Brytyjskich Wysp Dziewiczych

Harrigan jest byłą rekordzistką kraju na 200 metrów w hali (24,10), biegu na 400 metrów (55,60 na stadionie oraz 57,88 w hali), a także w skoku w dal (6,06 na stadionie oraz 6,17 w hali) oraz trójskoku w hali (11,93).